# Krescencja
Krescencja – imię żeńskie pochodzenia łacińskiego, wywodzące się od nazwy rodu, która z kolei pochodzi od słowa crescere – „wzrastać, narastać”. Wśród patronów – św. Maria Krescencja Höss (1682–1744).
Męskie odpowiedniki: Krescencjusz, Krescenty, Krescens.
Imię nadawane jest rzadko. W styczniu 2024 w rejestrze PESEL było 6 kobiet o imieniu Krescencja nadanym jako imię pierwsze oraz 7 kobiet noszących imię Krescencja jako imię drugie. Dla porównania, najczęściej nadane imię żeńskie – Anna – nosi 1072616 osób.
Krescencja imieniny obchodzi 5 kwietnia i 15 czerwca.

## Imię Krescencja w innych językach[6]
- łacina – Crescentia
- angielski – Crescent, Crescentia, Crescenta
- czeski – Krescencia
- węgierski – Kreszcencia
- włoski – Crescenzia.